# 田中宏幸 (吉本興業)
田中 宏幸（たなか ひろゆき、1954年3月22日 - ）は、京都府出身の芸能関係者。2017年現在、吉本興業の代表取締役副社長を務める。

## 来歴
1978年に京都大学文学部を卒業し、同年吉本興業株式会社に入社。桂三枝（現：六代 桂文枝）、明石家さんまのマネージャーを経て、1982年からテレビ番組やイベントのプロデューサーを担当する。
1990年の国際花と緑の博覧会（花の万博）でのメインステージのイリュージョンショー「FERCOS」の制作や、難波再開発に向けた1998年の演劇集団「Piper」のプロデュースとなんばクリエイターファクトリーの提案（2000年に開講）、2009年のよしもとプリンスシアター立ち上げの総指揮などに携わった。また、1997年から聴覚障害者にも対応した字幕ビデオや字幕付寄席（爆笑!吉本字幕寄席）を企画制作し、CS障害者放送統一機構で理事も務めた。
1984年になんば花月支配人に就任、1993年1月からは吉本興業の東京支社長を務めた。その後、総務部長、ワイズビジョン専務、吉本お笑い総合研究所所長、吉本創業百周年実行委員会副実行委員長、よしもとアドミニストレーション本部長、株式会社よしもとデベロップメンツ、株式会社よしもと倶楽部の社長などを歴任。

## 出演

### TV
NHK
- 『覆面リサーチ ボス潜入』 － 2017年2月3日放映「エンターテイメント会社」回